# Хеншела (покрајина)
Хеншела (арап. ولاية خنشلة‎), једна је од 48 покрајина у Народној Демократској Републици Алжир. Покрајина се налази у североисточном делу земље у појасу између планинских венца Атласа и Аураса.
Покрајина Хеншела покрива укупну површину од 9.811 km² и има 384.268 становника (подаци из 2008. године). Највећи град и административни центар покрајине је град Хеншела.